# Bocaina
Bocaina là một đô thị ở bang São Paulo của Brasil. Đô thị này nằm ở vĩ độ 22º08'10" độ vĩ nam và kinh độ 48º31'05" độ vĩ tây, trên khu vực có độ cao 580 m. Dân số năm 2004 ước tính là 10.565 người. Đô thị này có diện tích 364,044 km².

## Thông tin nhân khẩu
Dữ liệu dân số theo điều tra dân số năm 2000
Tổng dân số: 9.442
- Dân số thành thị: 8.546
- Dân số nông thôn: 896
- Nam giới: 4.711
- Nữ giới: 4.731

Mật độ dân số (người/km²): 25,94
Tỷ lệ tử vong trẻ sơ sinh dưới 1 tuổi (trên một triệu người): 7,87
Tuổi thọ bình quân (tuổi): 76,21
Tỷ lệ sinh (số trẻ trên mỗi bà mẹ): 2,09
Tỷ lệ biết đọc biết viết: 88,33%
Chỉ số phát triển con người (HDI-M): 0,807
- Chỉ số phát triển con người - Thu nhập: 0,731
- Chỉ số phát triển con người - Tuổi thọ: 0,853
- Chỉ số phát triển con người - Giáo dục: 0,837

(Nguồn: IPEADATA)

### Sông ngòi
- Sông Jacaré-Pepira

### Các xa lộ
- SP-255

## Giáo hội Công giáo
Đô thị này có trụ sở Giáo phận São Carlos.